# Grünwald Ernő
Grünwald Ernő (Kolozsvár, 1931. április 23. –) erdélyi magyar elektrokémikus, kémiai szakíró.

## Életútja
Középiskolai tanulmányait a Kolozsvári Református Kollégiumban végezte (1950), vegyész oklevelet a Bolyai Tudományegyetem kémiai karán szerzett (1954). Elektrokémiából doktorált Bukarestben (1970). Üzemi vegyész a kolozsvári Armatura és Electrometal vállalatoknál (1954–79), majd az Elektrokémiai és Ipari Automatizálási Vállalat fővegyésze. A galvanotechnika és korrózióvédelem szakterületen dolgozott. Országos viszonylatban több új galvanotechnikai eljárást vezetett be az ipari gyakorlatba, szabadalmai voltak, amelyeket egyedül, ill. társszerzőkkel szabadalmaztatott.
Számos tudományos közleménye jelent meg angol, magyar, német, orosz és román nyelven bel- és külföldi szaklapokban, köztük a budapesti Korróziós Figyelő és Kohászati Lapok hasábjain. Ismeretterjesztő írásait – ugyancsak a korrózióvédelemről – az Igazság, Munkásélet, Előre, Brassói Lapok, Făclia, Technica Nouă közölte.
2011. november 26-án az EME Természettudományi Szakosztályában köszöntötték 80. születésnapja alkalmából.

## Társasági tagság
- Erdélyi Múzeum-Egyesület (EME) - Természettudományi Szakosztály

## Kötetei
- A laboráns könyve (Szabó József társszerzővel), 1963
- Galvanotehnica (Liviu Oniciu társszerzővel), 1980
- Felületvédelmi ismeretek, Editura tehnică, Bukarest, 1984 [3]